# Torre San Giorgio
Torre San Giorgio é uma comuna italiana da região do Piemonte, província de Cuneo, com cerca de 672 habitantes. Estende-se por uma área de 5,38 km², tendo uma densidade populacional de 124,9 hab/km². Faz fronteira com Moretta, Saluzzo, Scarnafigi, Villanova Solaro.

## Demografia
| Variação demográfica do município entre 1861 e 2011                               |
|                                                                                   |
| Fonte: Istituto Nazionale di Statistica (ISTAT) - Elaboração gráfica da Wikipedia |